# Teoria de l'intercanvi social

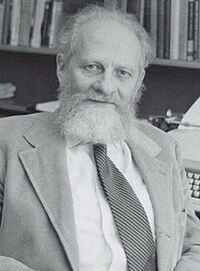
Peter Blau

La teoria de l'intercanvi social és un enfocament de l'àrea de la psicologia social i la sociologia que explica el canvi social i l'estabilitat com un procés de bescanvis negociats entre persones.
La teoria de l'intercanvi social planteja que les relacions humanes es formen per l'ús d'una anàlisi de cost-benefici i la comparança amb alternatives. Per exemple, quan una persona percep els costos d'una relació per sobre dels beneficis obtinguts, la persona abandonarà la relació. Aquesta teoria es basa en l'economia, la psicologia i la sociologia.

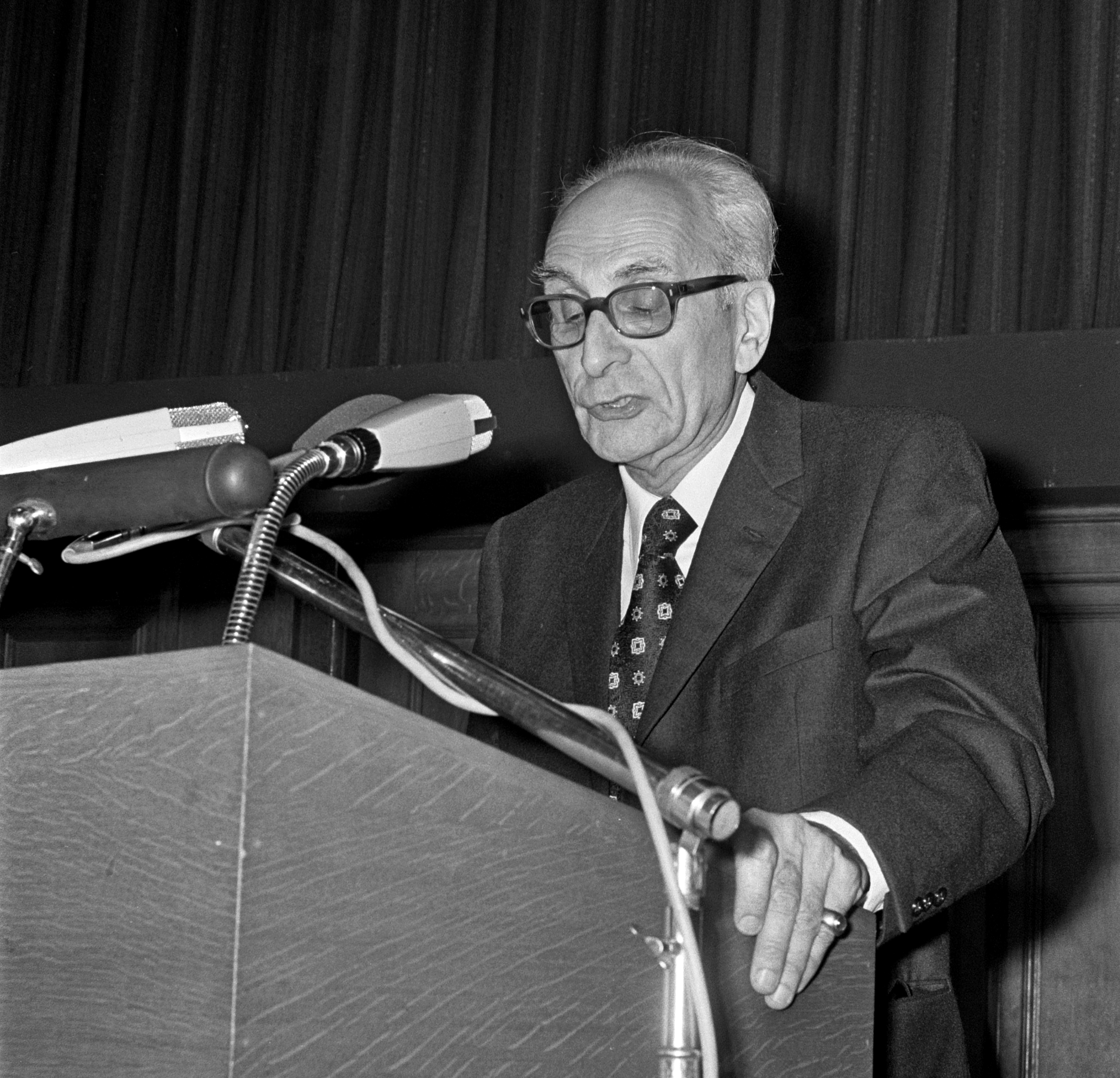
Claude Levi Strauss

La teoria de l'intercanvi social s'uneix a la teoria de l'elecció racional i a l'estructuralisme, i n'assumeix les principals característiques.

## Història

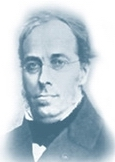
Jules Dupuit, creador de l'anàlisi cost- benefici

La teoria de l'intercanvi social es remunta a Thibaut i Kelley (1959), Kelley i Thibaut (1978), Homans (1961) i Rusbult (1983). El sociòleg George Homans publicà Conducta social com a intercanvi. Hi definí l'intercanvi social com el bescanvi d'activitat, tangible o intangible, i més o menys gratificant o costós, entre com a mínim dues persones. Després que Homans fundàs la teoria, altres teòrics n'escrigueren sobre el tema, en particular Peter Blau i Richard M. Emerson, els quals, a més d'Homans, es consideren els principals desenvolupadors de la perspectiva d'intercanvi dins de la sociologia. El treball d'Homans remarca el comportament individual dels actors en la seua interacció. Tot i que hi ha diverses maneres d'intercanvi, Homans se centra en l'intercanvi diàdic. John Thibaut i Harold Kelley són reconeguts pels seus estudis dins de la teoria dels conceptes psicològics, la parella i el petit grup. Lévi-Strauss és reconegut per contribuir al sorgiment d'aquesta perspectiva teòrica des del seu treball sobre antropologia centrat en sistemes de bescanvi generalitzat, com els sistemes de parentiu i l'intercanvi d'obsequis.
Homans en resumeix el sistema en tres proposicions:
1. Propòsit d'èxit: quan una persona se sent recompensada per les seues accions, tendeix a repetir l'acció.
2. Proposta d'estímul: com més sovint un estímul particular ha resultat una recompensa en el passat, és més probable que una persona hi responga.
3. Proposta de privació-sacietat: com més sovint en el passat recent una persona ha rebut una recompensa particular, menys valuosa esdevé una altra unitat d'aquesta recompensa.

Peter Blau enfoca els primers escrits sobre la teoria de l'intercanvi social més en la perspectiva econòmica i utilitària, mentre que Homans ho fa en els principis de reforç que pressuposen que els individus basen els propers moviments socials en experiències passades. L'enfocament utilitari de Blau encoratjà el teòric a mirar cap al futur, perquè anticiparen que seria la recompensa pel que fa a la seua propera interacció social. Blau pensava que si els individus s'enfocaven massa en els conceptes psicològics de la teoria, s'abstindrien d'aprendre els aspectes de desenvolupament de bescanvi social. Blau remarcà l'anàlisi econòmica tècnica mentre que Homans se centrava més en la psicologia del capteniment instrumental.
Els primers estudis d'Emerson sobre la teoria s'encadenen amb les idees d'Homans i Blau. Homans creia que la teoria de l'intercanvi social es basava en principis de reforç. Per a Emerson, el bescanvi no és una teoria, sinó un marc en què altres teories poden convergir i comparar-se amb el funcionalisme estructural. L'enfocament d'Emerson era semblant al de Blau, puix que tots dos se centraren en la relació que el poder tenia en el procés d'intercanvi. Emerson considera que la teoria de l'intercanvi social és un enfocament en sociologia descrit com una simple anàlisi econòmica de situacions socials no econòmiques. La teoria de l'intercanvi social comporta una forma gairebé econòmica d'anàlisi en aquestes situacions.

## Interés propi i interdependència

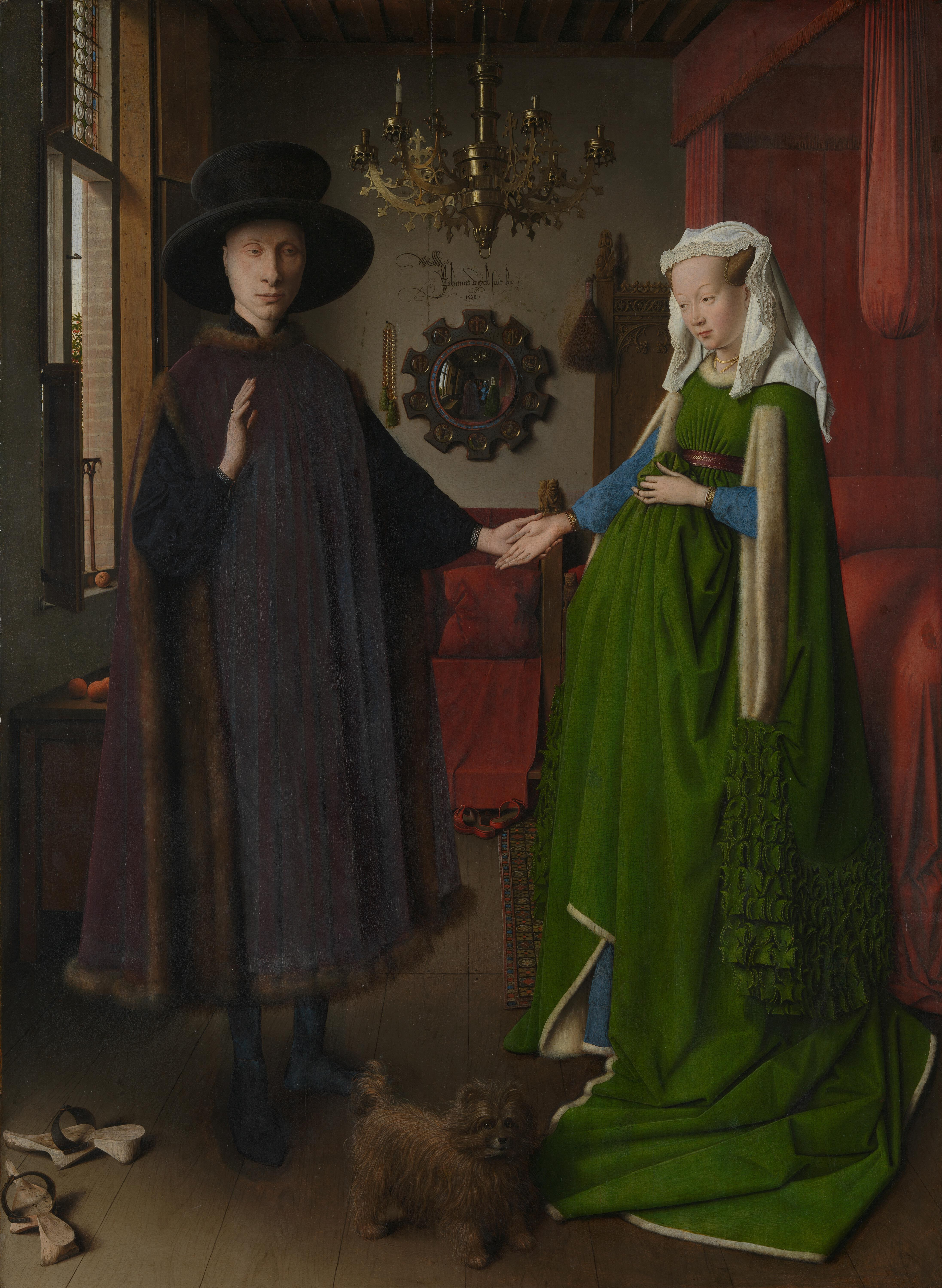
Van Eyck, El matrimoni Arnolfini

L'interès propi i la interdependència són propietats bàsiques de l'intercanvi social, formes d'interacció quan dos o més actors tenen un poc de valor l'un per a l'altre, i han de decidir si hi intercanvien i en quines quantitats. Homans empra conceptes com ara l'individualisme per a explicar els processos de bescanvi. Per a ell, el significat de l'interés propi individual és una barreja de necessitats econòmiques i psicològiques. Satisfer l'interés propi sol ser comú en l'àmbit econòmic de la teoria de l'intercanvi social, en què la competència i la cobdícia solen ser comunes. En l'intercanvi social, l'interés personal no és negatiu; més aviat, quan es reconeix l'interés propi, actuarà com "la força que guie les relacions interpersonals per a l'avanç de l'interés d'ambdues parts" -Michael Roloff (1981). Thibaut i Kelley veuen la interdependència mútua de les persones com el problema central de l'estudi de la conducta social: creen un marc teòric basat en la interdependència dels actors i destaquen les implicacions socials de les distintes maneres d'interdependència, com el control recíproc. Segons la seua definició d'interdependència, els resultats es basen en una barreja d'esforços de les parts i d'acords mutus i complementaris.

## Conceptes bàsics
La teoria de l'intercanvi social considera l'intercanvi com una conducta social que pot resultar en fets tant econòmics com socials. Aquesta teoria s'ha analitzat comparant les interaccions humanes amb el mercat. L'estudi de la teoria des de la perspectiva microeconòmica s'atribueix a Blau: cada individu hi intenta maximitzar els seus guanys. Blau afirmar que des d'aquesta perspectiva es poden observar intercanvis socials a tot arreu, no sols en les relacions de mercat, sinó també en altres relacions socials com l'amistat.
El procés d'intercanvi social dona satisfacció quan les persones reben un rendiment just per les seues despeses. La principal diferència entre l'intercanvi social i econòmic és la naturalesa del bescanvi entre les parts. La teoria econòmica neoclàssica considera que l'actor no interactua amb un altre actor sinó amb un mercat i amb paràmetres ambientals, com el preu de mercat. A diferència del bescanvi econòmic, els factors del bescanvi social són prou variats i no es poden reduir a un sol tipus de canvi quantitatiu. Stafford considera que els bescanvis socials impliquen una relació amb una altra persona, impliquen confiança i no obligacions legals; són més flexibles i poques vegades impliquen negociacions explícites.

## Costos i recompenses
Els models simples de bescanvi social suposen que les recompenses i els costos impulsen les decisions de relació. Totes dues parts en un bescanvi social es responsabilitzen mútuament i depenen l'una de l'altra. Els elements de la vida relacional involucren:
- Els costos són elements de la vida relacional que tenen un valor negatiu per a una persona, com ara l'esforç posat en una relació i els aspectes negatius d'un company.[16] (En poden ser de temps, diners, esforç, etc.)
- Les recompenses són els elements d'una relació que tenen valor positiu. (En poden ser sentit d'acceptació, suport i companyia, etc.)

Així com tot el que es relaciona amb la teoria de l'intercanvi social té com a resultat la satisfacció i la dependència de les relacions, la perspectiva d'intercanvi social argumenta que les persones calculen el valor d'una relació particular en restar-ne els costos de les recompenses que satisfà:
```
 Valor = Recompenses - Costos
```

Si paga la pena, és un nombre positiu, és una relació positiva. En canvi, un nombre negatiu hi indicaria una relació negativa. El valor d'una relació influeix en el resultat, o si les persones continuaran la relació o la conclouran. S'espera que les relacions positives duren, mentre que les relacions negatives probablement s'acabaran. En un bescanvi mútuament beneficiós, cada part proporciona les necessitats de l'altra part a un cost menor per a un mateix que el valor dels recursos que subministra l'altra part. En aquest model, la satisfacció de la relació mútua en garanteix l'estabilitat:
```
 Resultat = Recompenses - Costs
```

Homans basa la seua teoria en el conductisme per concloure que les persones cerquen recompenses per minimitzar els costs. La "satisfacció" de les recompenses que obté una part d'una relació de bescanvi es valora en relació amb alguna norma, que podria variar d'una part a l'altra.

## Proposicions teòriques

### Proposicions teòriques de Nye
Ivan Nye proposà dotze supòsits teòrics per comprendre la teoria de l'intercanvi.
1. Les persones trien les alternatives de les quals esperen més guany.
2. Si els costs en són iguals, trien alternatives a partir de les quals anticipen majors recompenses.
3. Si les recompenses en són iguals, trien alternatives que anticipen el menor cost.
4. Si els resultats immediats en són iguals, trien alternatives que prometen millors resultats a llarg termini.
5. Si els resultats a llarg termini se'n perceben com a iguals, trien alternatives que donen millors resultats immediats.
6. Si els costs i altres recompenses són iguals, trien alternatives que subministren o poden esperar que proporcionin més aprovació social (o les que prometen menor desaprovació social).
7. Si els costs i altres recompenses són iguals, trien estats i relacions que donen més autonomia.
8. Si els costs i altres recompenses són iguals, trien alternatives caracteritzades per la menor ambigüitat en termes de fets i resultats futurs esperats.
9. Si els costos i recompenses en són iguals, trien alternatives que ofereixen la major seguretat per a ells.
10. Si els costs i recompenses en són iguals, trien associar-se, casar-se i formar altres relacions amb aquells els valors dels quals i opinions solen estar-ne d'acord amb els seus i rebutgen o eviten aquells amb qui estan en desacord crònic.
11. Si els costs i recompenses són iguals, són més propensos a associar-se, casar-se i formar altres relacions amb els seus iguals, que aquells que en són per damunt o per sota. (La igualtat s'hi veu com la suma de capacitats, actuacions, característiques i estats que determinen la conveniència d'un en el mercat social).
12. En les societats industrials, si els costs i recompenses són iguals, els individus trien alternatives que prometen els majors guanys financers per a despeses financeres mínimes.

### Proposicions teòriques d'Homans
Tot i que Homans adoptà una perspectiva individualista, una de les principals metes del seu estudi era explicar els microfonaments de les estructures socials i l'intercanvi social. Esperava il·luminar les bases subinstitucionals informals d'una conducta social més complexa, més formal i, sovint, institucionalitzada. Segons Homans, les estructures socials sorgeixen de formes elementals de capteniment. La seua visió dels fonaments de l'estructura social i les formes institucionals es vincula a accions individuals, per exemple, a les seues respostes a les circumstàncies gratificants i de càstig.
Homans elabora cinc propostes clau que ajuden a estructurar el capteniment dels individus en funció de recompenses i costs. Aquest conjunt d'idees teòriques representa el nucli de la versió d'Homan de la teoria de l'intercanvi social.
- Proposició d'èxit: el comportament que crea resultats positius és probable que es repetisca.
- Proposició d'estímul: si el comportament d'un individu és recompensat en el passat, l'individu continuarà aquest comportament.
- Proposició de valor: si el resultat d'una acció conductual es considera valuós per a l'individu, és més probable que repetisca aquest comportament.
- Proposició privació-sacietat: si un individu ha rebut la mateixa recompensa diverses vegades, el valor d'aquesta recompensa disminuirà.
- La cinquena proposició analitza quan ocorren les emocions a causa de diferents situacions de recompensa. Els que reben més del que esperen o no reben el càstig anticipat seran feliços i es comportaran amb aprovació.

## Suposicions
La teoria de l'intercanvi social és un marc de referència dins del qual interaccionen moltes teories. Aquestes teories es basen en suposicions sobre la naturalesa humana i la de les relacions humanes. Thibaut i Kelley parteixen de dues conceptualitzacions: una se centra en la naturalesa de les persones i l'altra descriu les relacions entre dues persones. Per tant, les suposicions que en fan també entren en aquestes categories. Les suposicions que la teoria de l'intercanvi social fa sobre la naturalesa humana inclouen:
- Els humans cerquen recompenses i eviten els càstigs.
- Els humans són éssers racionals.
- Els estàndards que els humans utilitzen per avaluar els costs i les recompenses varien amb el temps i de persona a persona.

Sobre la naturalesa de les relacions humanes, la teoria de l'intercanvi social afirma que:
- Les relacions són interdependents.
- La vida relacional és un procés.

El dilema del presoner és un exemple molt usat en la teoria de jocs, que il·lustra per què o com dos individus poden no cooperar entre ells, fins i tot si el millor per a ells és fer-ho. Demostra que tot i que la cooperació donaria el millor resultat, les persones podrien actuar egoistament. Totes les relacions impliquen bescanvis, malgrat que l'equilibri d'aquest intercanvi no sempre és igual. No podem aconseguir els nostres objectius sols, per això els humans a voltes esdevenim actors. En el món actual veiem els actors com gent sense emocions, però no és així si aconseguim les nostres metes a la fi.

## Nivells de comparació
L'intercanvi social inclou "tant una idea de relació, com una d'obligació en què totes dues parts perceben les responsabilitats mútues". John Thibaut i Harold Kelley proposaren dos patrons de comparança per distingir entre satisfacció de la relació i estabilitat de la relació. Aquesta avaluació es basa en dos tipus de comparances: nivell de comparació i nivell de comparança per a l'alternativa.
Segons Thibaut i Kelley, el nivell de comparació (CL) és un estàndard que representa allò que les persones senten que haurien de rebre en el procés de recompenses i costs d'una relació particular. El nivell de comparança d'un individu es considera l'estàndard pel qual un resultat sembla satisfer-lo.
El nivell de comparació per a l'alternativa es refereix al "nivell més baix de recompenses relacionals que una persona podria acceptar tenint en compte les recompenses disponibles de les relacions alternatives, o estar sol". En emprar aquesta eina d'avaluació, un individu considerarà altres recompenses fora de la relació o bescanvi actual. Aquest paràmetre proporciona una mesura d'estabilitat en lloc de satisfacció. Si les persones no en veuen altra alternativa i temen estar soles més que estar en la relació, la teoria de l'intercanvi social prediu que mantindran la relació.

## Maneres d'intercanvi
D'acord amb Kelley i Thibaut, les persones s'involucren en la seqüència de comportament, o una sèrie d'accions establertes per aconseguir el seu objectiu. Això és congruent amb la seua suposició que els éssers humans són racionals. Quan les persones entren en aquestes seqüències de capteniment, depenen en certa manera del company relacional. Perquè les seqüències comportamentals duguen a l'intercanvi social, ha d'haver-hi dues condicions: "orientar-se cap a fins que només poden aconseguir-se per la interacció amb altres persones, i ha de tractar d'adaptar els mitjans per promoure l'èxit d'aquests fins".
El concepte de reciprocitat també deriva d'aquest patró. El principi de reciprocitat apunta al reforç mutu de les accions de cada part. El procés comença quan un participant fa un "moviment", i si l'altre hi intercanvia, s'hi inicien noves rondes de bescanvi. Engegat el procés, cada conseqüència pot crear-ne un cicle de autoreforç. Tot i que la norma de la reciprocitat pot ser un principi universalment acceptat, el grau en què les persones i les cultures apliquen aquest concepte divergeix.

### Relacions de dependència de poder
Els teòrics de l'intercanvi han fet diverses definicions de poder. Alguns teòrics veuen el poder diferent dels intercanvis; altres com un tipus d'intercanvi i altres creuen que el poder és un mitjà d'intercanvi. La definició més útil de poder, però, és la proposada per Emerson, que elaborà una teoria de les relacions de dependència del poder. D'acord amb aquesta teoria, la dependència que una persona té d'una altra fa sorgir el concepte de poder. La diferenciació de poder afecta les estructures socials i causa desigualtats entre membres de grups, com un individu que té superioritat sobre un altre. El poder en la teoria segueix dues variables: l'estructura del poder a les xarxes de bescanvi i l'ús estratègic. Les dades experimentals demostren que la posició d'un actor en una xarxa d'intercanvi social en determina la dependència relativa i, per tant, el poder.
Thibaut i Kelley afirmen que hi ha dues menes de poder: el control del destí i el del capteniment. El control del destí és la capacitat d'afectar els resultats d'un company. El control de la conducta és el poder de canviar el capteniment d'una altra persona canviant-li la pròpia conducta.

### Matrius
Les persones creen patrons d'intercanvi per fer front a les diferències de poder i als costs associats a l'exercici del poder. Aquests patrons descriuen normes de comportament que indiquen com les persones bescanvien recursos intentant maximitzar les recompenses i minimitzar els costs. Thibaut i Kelley descriuen tres matrius distintes per il·lustrar els patrons creats per les persones. Els donen les denominacions de matriu donada, matriu efectiva i matriu disposicional.
- La matriu donada representa les eleccions de capteniment i els resultats que es determinen per una combinació de factors externs (entorn) i interns (habilitats específiques que en té cada integrant).[26]
- La matriu efectiva representa una expansió de comportaments i resultats alternatius que determina les eleccions de comportament en l'intercanvi social.[35]
- La matriu de disposició representa la manera en què dues persones creuen que les recompenses han de bescanviar-se si.[36]

N'hi ha tres maneres de matrius: reciprocitat, bescanvi generalitzat i bescanvi productiu. En un bescanvi directe, la reciprocitat es limita a dos actors. Un actor social en proporciona valor a un altre i viceversa. Hi ha tres tipus de reciprocitat:
1. Reciprocitat com un patró transaccional d'intercanvis interdependents
2. Reciprocitat com a creença popular
3. Reciprocitat com a norma moral

Un bescanvi generalitzat implica reciprocitat indirecta entre tres o més individus. A tall d'exemple: una persona dona una cosa a una altra i el receptor respon lliurant-la a una altra persona que no en siga la primera. L'intercanvi productiu significa que tots dos actors han de contribuir perquè un d'ells se'n beneficie. Totes dues persones incorren en beneficis i costs alhora.
Una altra manera comuna de bescanvi és l'intercanvi negociat, que negocia normes perquè ambdues parts arriben a un acord beneficiós. Els intercanvis recíprocs i els negociats sovint s'analitzen i comparen per descobrir-ne les diferències essencials. Una diferència en seria el nivell de riscs associats a l'intercanvi i la incertesa que creen aquests riscs.
L'intercanvi negociat pot consistir en negociacions vinculants i no vinculants. En comparar els nivells de risc dins d'aquests intercanvis, el bescanvi recíproc té el major nivell de risc i, per tant, crea la major incertesa. Un exemple d'un risc que podria succeir durant el bescanvi recíproc és que la segona part podria no tornar el favor i no completar el bescanvi. Els intercanvis negociats vinculants impliquen una menor quantitat de riscs que faran que els individus senten nivells baixos d'incertesa, considerant que els intercanvis negociats no vinculants i el seu nivell de riscs i incertesa es troben entre la quantitat de riscs associats amb els bescanvis negociats recíprocs i vinculants. Com no n'hi ha un acord vinculant, una de les parts involucrades podria decidir no cooperar en l'acord.

## Crítiques
Katherine Miller presenta algunes objeccions importants o problemes de la teoria de l'intercanvi social:
- Aquesta teoria simplifica la interacció humana a un procés racional que sorgeix de la teoria econòmica.
- Aquesta teoria afavoreix l'obertura: s'elaborà en la dècada de 1970 quan es preferien les idees de llibertat i obertura, però no sempre l'obertura la millor opció en una relació.
- Aquesta teoria assumeix que l'objectiu final d'una relació és la intimitat, i no sempre és així.
- La teoria col·loca les relacions en una estructura lineal, quan algunes relacions poden ometre'n els passos o retrocedir en termes d'intimitat.

Russell Cropanzano i Marie S. Mitchell enraonen com un dels principals problemes en la teoria de l'intercanvi social és la manca d'informació en els estudis sobre les regles d'intercanvi. La reciprocitat n'és una norma important; però, Cropanzano i Mitchell diuen que la teoria s'entendria millor si més programes de recerca proposaren una varietat de normes de bescanvi com ara l'altruisme, el guany grupal, consistència de l'estat i competència. Meeker explica que en el procés de bescanvi, cada unitat pren en compte almenys aquests elements: reciprocitat, racionalitat, altruisme (responsabilitat social), guany grupal, estat, consistència i competència (rivalitat).

## Aplicacions

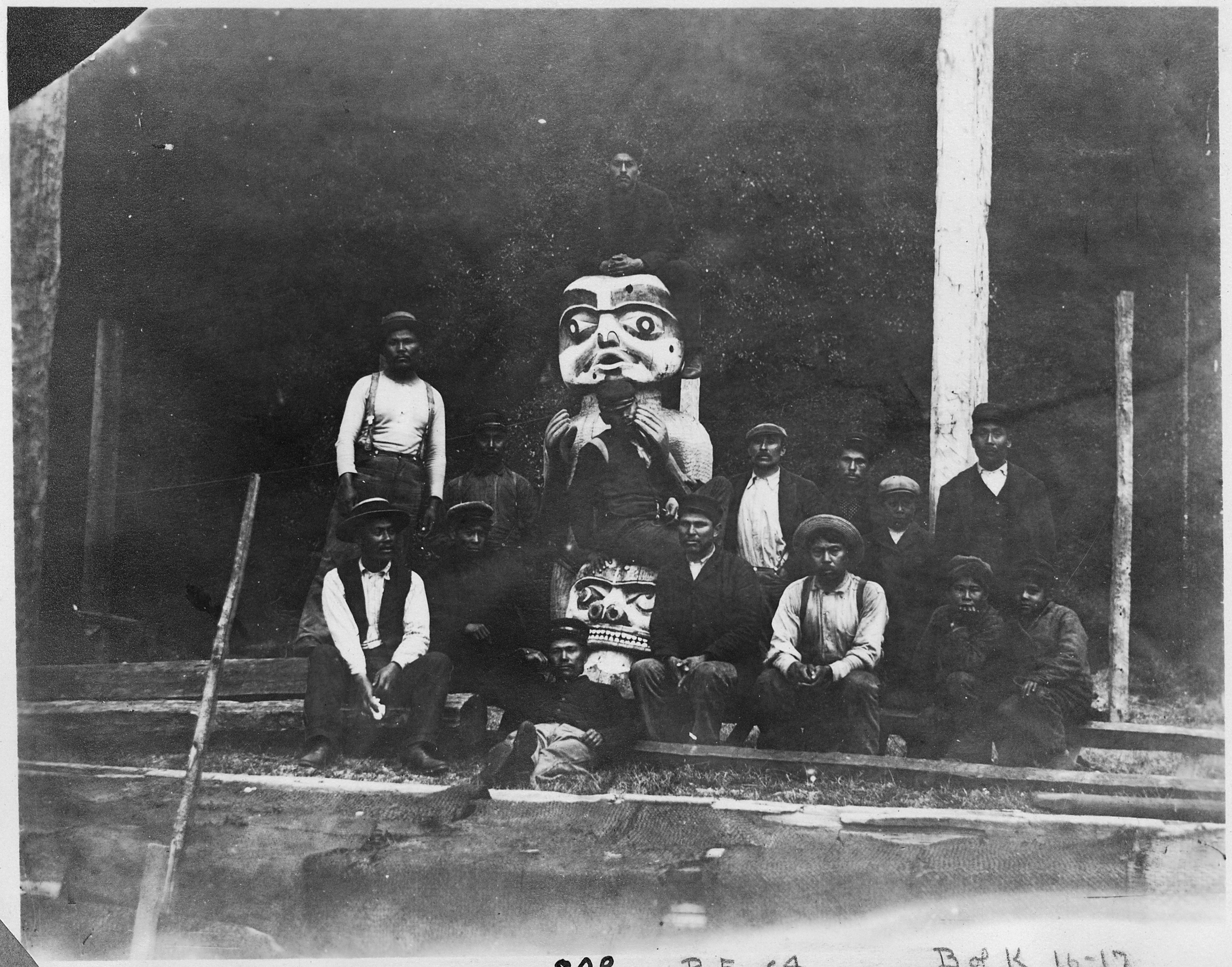
Indígenes d'Alaska amb cultura d'intercanvi grupal

L'aplicació més extensa d'intercanvi social es dona en l'àrea de les relacions interpersonals. Però també es materialitza en moltes situacions diverses amb la mateixa idea d'intercanvi de recursos. L'interés personal pot encoratjar les persones a prendre decisions que els beneficiaran a si mateixes en general. Homans ho resumí dient:
```
 "El comportament social és un intercanvi de béns materials i també d'immaterials, com els símbols d'aprovació o prestigi. Les persones que donen molt als altres intenten obtenir molt d'ells, i les persones que obtenen molt dels altres se senten pressionades per donar-los molt. Aquest procés d'influència tendeix a resoldre's en un equilibri en els bescanvis. Per a una persona, en un intercanvi, el que rep pot ser un cost o una recompensa, i el seu comportament canvia menys ja que la diferència dels dos, el benefici, en tendeix a un màxim" (
Teories utilitzades en
 
recerca
).
```

### Antropologia

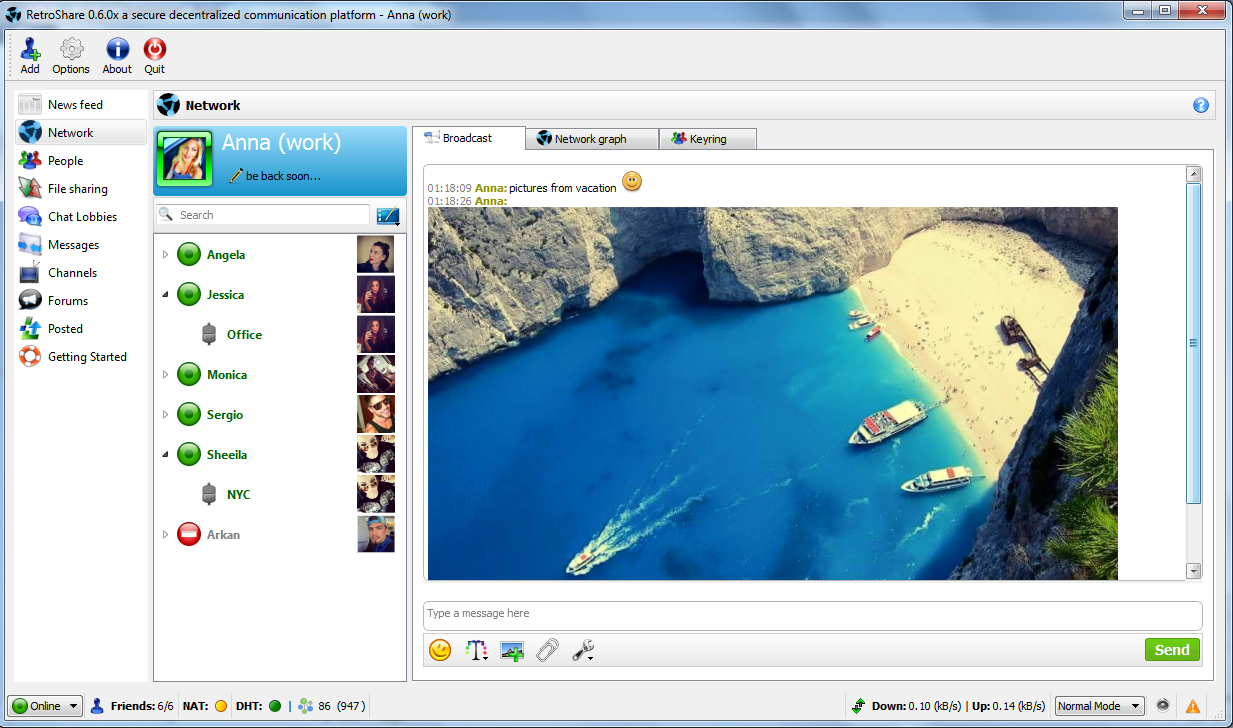
RetroShare. Exemple de xarxa d'intercanvi

Altres aplicacions que han elaborat la idea d'intercanvi inclouen el camp de l'antropologia, com s'evidencia en un article d'Harumi Befu, que analitza idees i normes culturals. Lévi-Strauss es considera un dels principals teòrics de l'antropologia del bescanvi. En aquest camp, l'interés personal, el sentiment humà i el procés motivacional no es consideren. Lévi-Strauss empra un enfocament col·lectivista per a analitzar els bescanvis. Per a Lévi-Strauss, un intercanvi social es defineix com una manera regulada de capteniment en el context de normes socials. Això contrasta amb els estudis psicològics d'intercanvi en què les conductes s'estudien ignorant-ne la cultura. Els bescanvis socials des de la perspectiva antropològica s'han analitzat emprant els fenòmens de lliurament d'obsequis. El concepte de reciprocitat sota aquest enfocament estableix que els individus poden recompensar directament el seu benefactor o una altra persona en el procés de bescanvi social. Lévi-Strauss elabora la teoria del matrimoni basada en l'omnipresència del lliurament de regals en les societats primitives. La base d'aquesta teoria és la diferenciació entre bescanvis restringits, que només és capaç de connectar parelles de grups socials, i bescanvis generalitzats, que integren nombres indefinits de grups.

### Relacions humanes

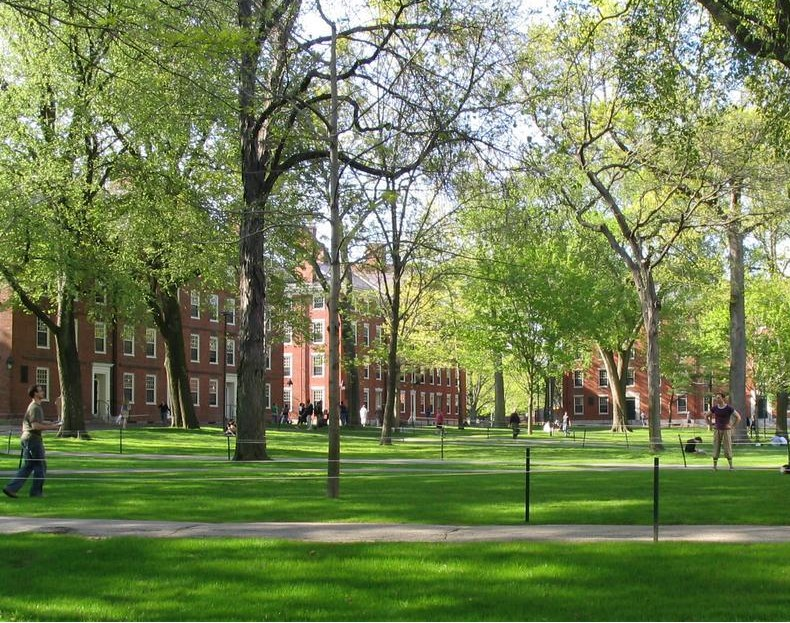
Edificis de dormitoris al Harvard Yard

D'acord amb aquesta teoria, perdem les relacions que teníem perquè sentim que ja no ens beneficien, ja no té sentit tenir cap tipus de comunicació perquè ja no hi ha recompenses. Una vegada que això ocorre, busquem nous socis i recursos perquè puguem continuar la nostra xarxa. Patim aquest procés dia a dia. Un estudi titulat Factors relacionats amb la iniciació de contactes interpersonals en llocs de cites en internet: una vista des de la teoria de l'intercanvi social aplicà aquesta teoria als nous mitjans (cites en línia). L'estudi descobrí els diversos factors involucrats quan un individu decideix establir una relació en línia. En general, l'estudi seguia la idea de la teoria de l'intercanvi social: "les persones se senten atretes pels qui les recompensen".
Un altre exemple n'és l'estudi de Berg sobre el desenvolupament de l'amistat entre companys de pis. La recerca descobrí com els processos d'intercanvi social canviaven durant l'any en mesurar la autorevelació: la quantitat que una persona recompensa a una altra i els nivells de comparança de les alternatives esdevenen els factors més importants per determinar-ne el gust i la satisfacció.

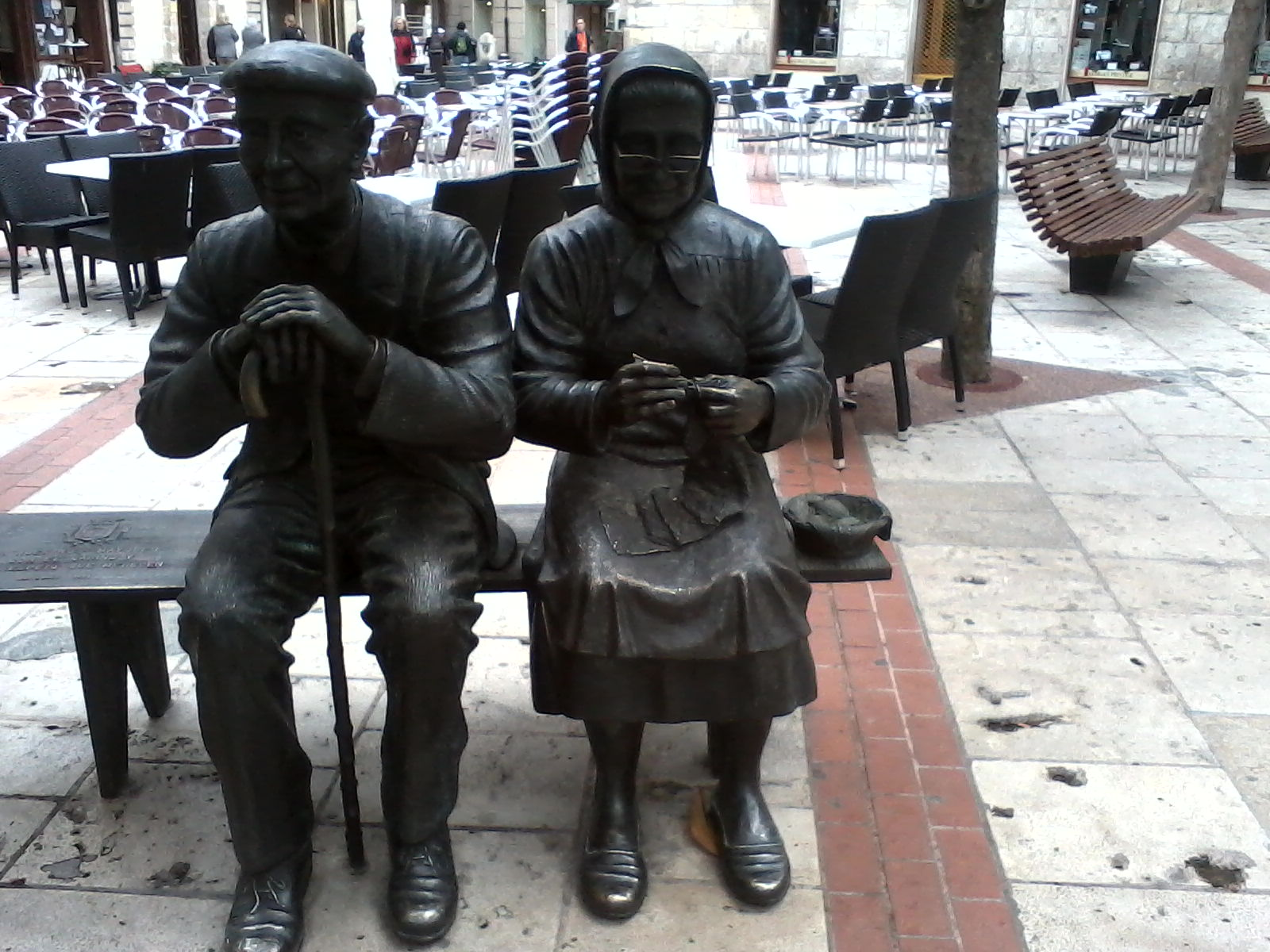
Parella d'avis. Burgos

C. Auld i C. i Alan feren un estudi per descobrir quins processos ocorren i què s'experimenta durant les relacions d'oci social. Utilitzen el concepte de reciprocitat per a comprendre les seues troballes. L'estudi conclou que, sovint, l'aplec de persones és una raó important per a la participació en activitats de lleure, i conéixer noves persones pot conceptualitzar-se com un exercici de reciprocitat. En aquest cas, la reciprocitat es percep com un mecanisme d'inici de noves relacions socials perquè les persones estan disposades a rebre ajut d'altres, i esperen retornar l'ajut. Un estudi efectuat per G. Paul, anomenat Intercanvi i accés en el treball de camp intenta comprendre les relacions entre investigadors i subjectes. Aquest estudi conclou que la negociació ajuda a satisfer les necessitats més específiques de les parts perquè es prenen més riscs per obtenir-ne més informació. I també hi introdueix el concepte de confiança (ciències socials) per determinar la durada de les relacions.

### Envelliment
La base de la teoria de l'intercanvi social és explicar el canvi social i l'estabilitat com un procés de negociació de bescanvis entre les parts. Aquests canvis poden succeir durant la vida d'una persona en les seues relacions, ocasions i mitjans de suport. N'és un exemple el model de suport del comboi, que utilitza cercles concèntrics per a descriure les relacions a l'entorn d'un individu amb les relacions més fortes al cercle proper. Conforme una persona envelleix aquestes relacions formen un comboi que es mou juntament amb la persona i bescanvia suport i assistència en distintes circumstàncies.

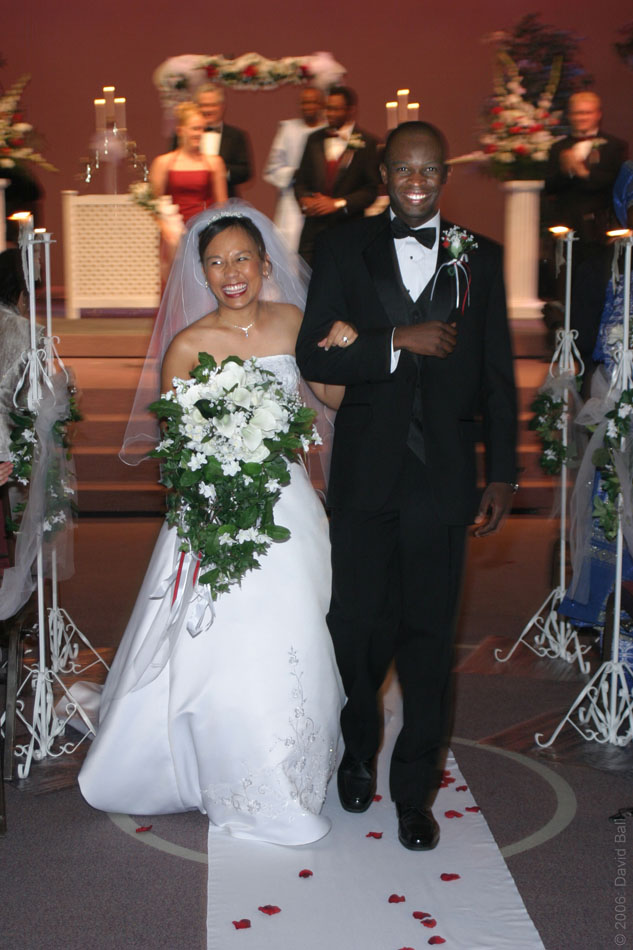
Matrimoni interètnic

Canvia així mateix amb la direccionalitat del suport donat a l'individu per les persones de la seua xarxa de suport. En aquest model, hi ha distints tipus de suport (social) que una persona pot rebre, que són intangibles, tangibles, instrumentals i informatius. El suport intangible pot ser social o emocional: amor, amistat i apreciació, que ve amb relacions valuoses. El suport tangible són els dons físics que algú rep: terra, regals, diners, transport, menjar i tasques. El suport instrumental són serveis donats a algú en una relació. Finalment, el suport informatiu és el lliurament d'informació útil per a un individu.

### Matrimoni interètnic
Els patrons del matrimoni interètnic s'han explicat amb la teoria de l'intercanvi social. Kalmijn suggereix que l'estatus ètnic es compensa amb recursos educatius o financers. Aquest procés s'ha emprat per a explicar per què hi ha més casaments entre homes negres i dones blanques que entre homes blancs i dones negres. Aquesta asimetria s'ha emprat per a donar suport a la idea d'una jerarquia ètnica. Lewis, però, explica que els mateixos patrons de matrimoni poden entendre's en termes de patrons simples d'atractiu facial dels distints gèneres per grups ètnics. Hi ha hagut un augment de dones negres casades amb homes blancs i una disminució en la prevalença bruta dels matrimonis interètnics quan es tracta de dones negres. També hi ha hagut un canvi en la concentració del matrimoni interètnic, sobretot entre aquells amb baixos nivells d'educació i aquells amb nivells més alts d'educació.

### Negocis
La teoria de l'intercanvi social ha servit de base teòrica per a explicar distintes situacions en pràctiques comercials. Ha contribuït a l'estudi de les relacions entre l'empresa i les parts interessades i el màrqueting relacional. El model d'inversió plantejat per Caryl Rusbult és una versió útil de la teoria del bescanvi social. Seguint aquest model, les inversions valen per a estabilitzar les relacions. Com més grans seran les inversions no transferibles que una persona tindrà en una determinada relació, més estable serà la relació. La mateixa idea d'inversió s'aplica al màrqueting relacional. Les bases de dades són l'eina principal per a construir relacions diferenciades entre empreses i clients. Pel procés d'informació, les empreses identifiquen les necessitats individuals del client. Així, un client esdevé una inversió. Si un client decideix triar un altre competidor, la inversió es perdrà.

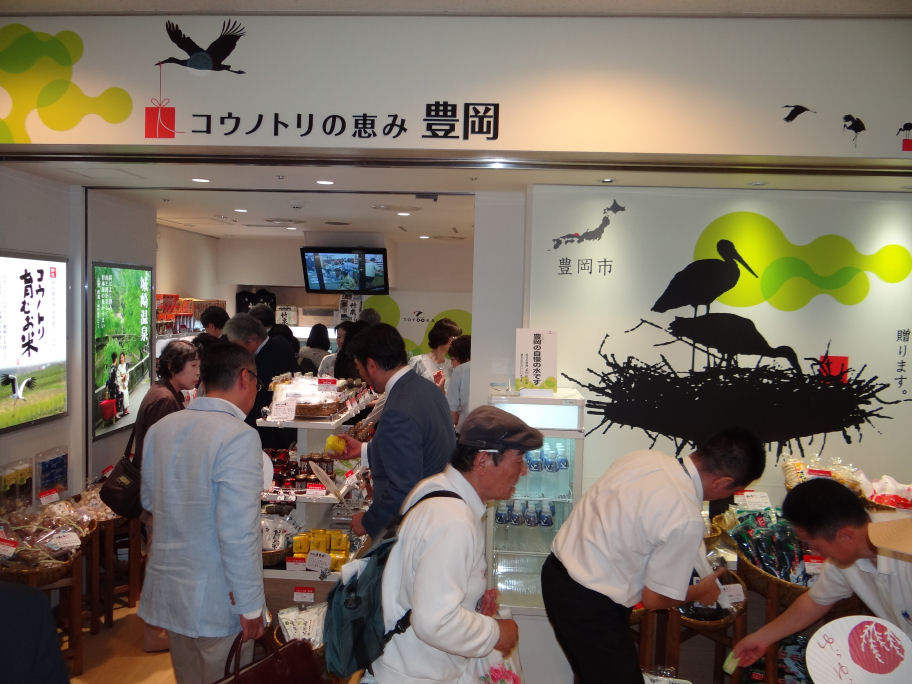
Botiga Anntena

Quan les persones descobreixen que han invertit massa per abandonar una relació o empresa, inverteixen recursos afegits en la relació per salvar-ne la inversió inicial. El bescanvi és un impuls d'investigació central en l'intercanvi d'empresa a empresa. En l'estudi de Lambe, les signatures de C. Jay, C. Michael Wittmann i Robert E. Spekman avaluen els resultats econòmics i socials de cada transacció i els comparen amb allò que consideren merescut. Les empreses també busquen beneficis afegits proporcionats per altres possibles socis. La transacció inicial entre companyies és crucial per a determinar si la seua relació s'expandirà, continuarà sent la mateixa o es dissoldrà.

### Configuracions de treball
Un estudi d'A. Saks serveix d'exemple per a explicar el compromís dels empleats en les empreses. Aquest estudi empra un dels principis de la teoria de l'intercanvi social per a explicar que les obligacions es creen per una sèrie d'interaccions entre les parts interdependents. La recerca mostrà que quan els individus reben recursos econòmics i socioemocionals de la seua empresa se senten obligats a respondre amb espècies i pagar a l'empresa. Aquesta és una descripció del compromís com una relació bidireccional entre el patró i la part treballadora. Una manera que les persones paguen a la seua empresa és amb el seu nivell de participació. Com més compromesos estiguen els treballadors, major és la quantitat de recursos cognitius, emocionals i físics que dedicaran a les tasques laborals. Quan l'empresa no proporciona recursos econòmics o emocionals, és més probable que els empleats es desvinculen dels seus rols.

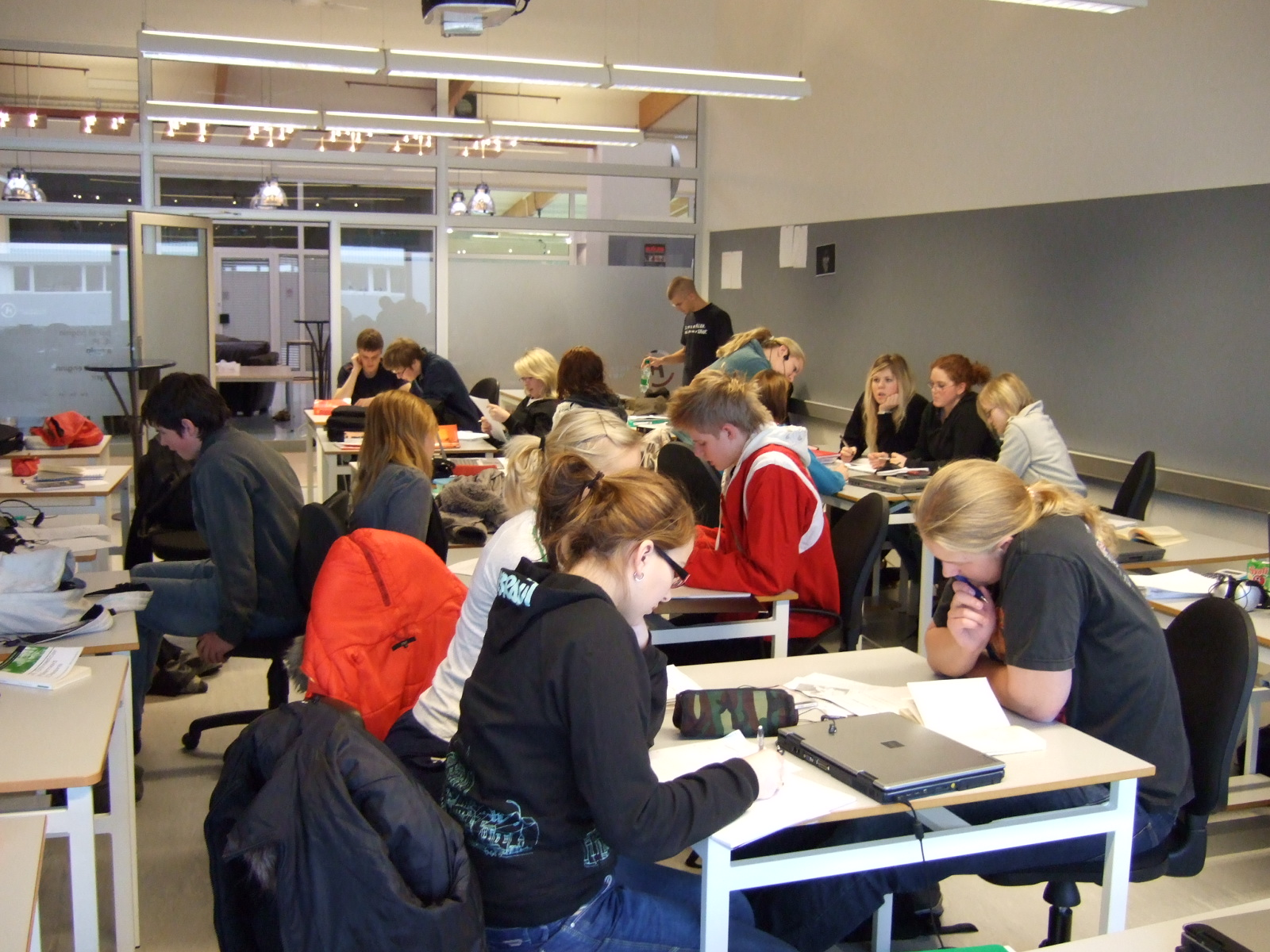
Mestre i alumnes

### Comportament de ciutadania
La teoria de l'intercanvi social és una explicació del capteniment ciutadà dins de les organitzacions: analitza un model de lideratge i de construcció relacional entre el director i els mestres com a antecedent, i el capteniment de la ciutadania organizacional com a conseqüència del bescanvi mestre-escola.
El capteniment de la ciutadania també es pot observar amb els empleats i patrons: la identificació organizacional té un paper important en el comportament de ciutadania organizacional. La identificació d'un empleat amb el patró té una funció important en el suport i promoció del capteniment ciutadà organitzat, i actua com un mecanisme de mediació amb conductes ciutadanes, la justícia percebuda de l'empresa i el suport organizacional basat en el bescanvi social i en la teoria de la identitat social.

### Xarxes socials en línia i autorevelació

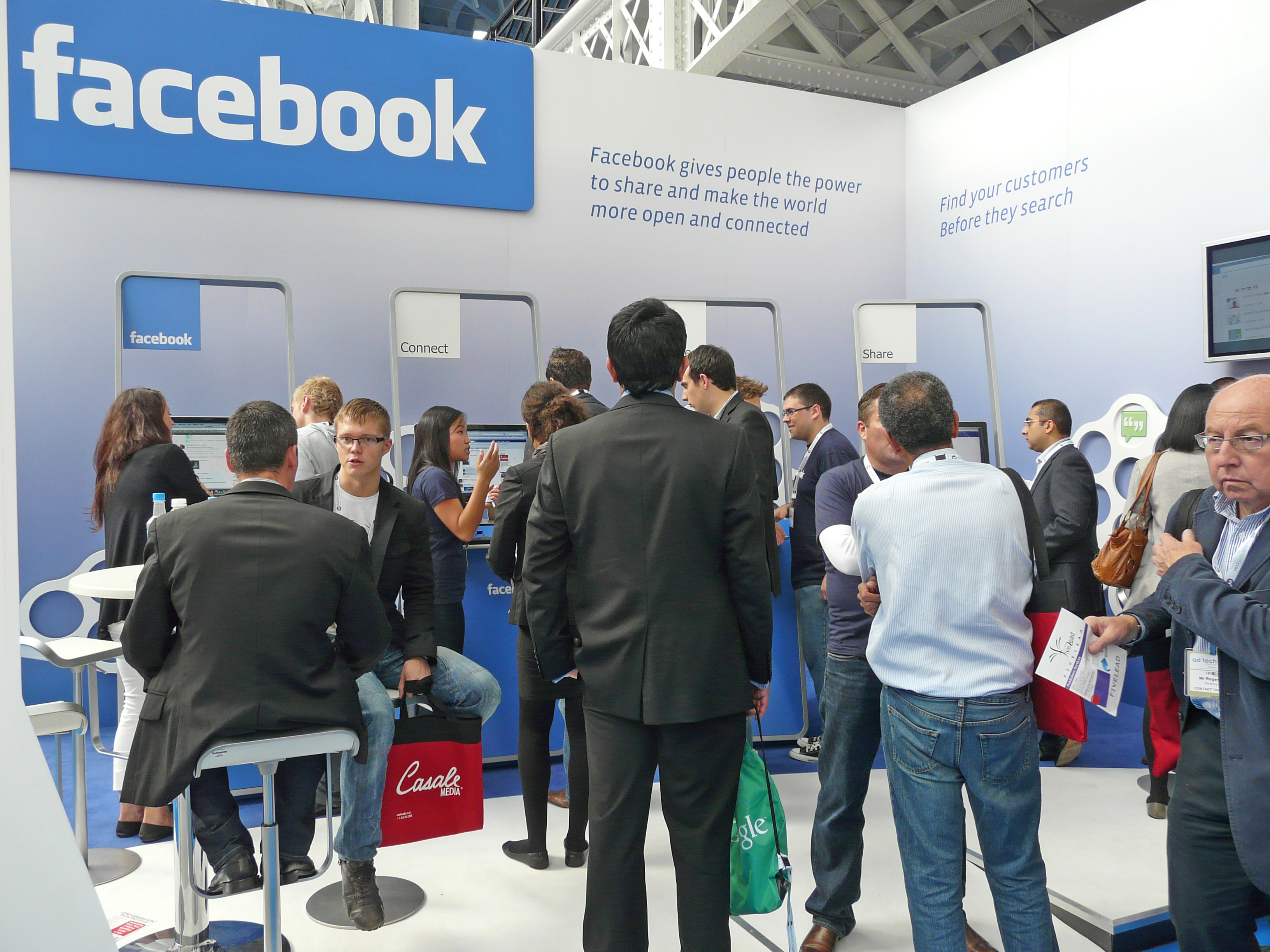
Ad-tech, Londres, 2010

Comprendre la divulgació interpersonal en les xarxes socials en línia és una aplicació ideal de la teoria de xarxes socials. Els investigadors han aprofitat la SET per a explicar l'autorevelació en un context intercultural de professionals francesos i britànics que hi treballen. Descobriren que la reciprocitat és el principal benefici de l'autorevelació, mentre que el risc és el seu cost fonamental. Troben que la influència social positiva per utilitzar una comunitat en línia augmenta l'autorevelació de la comunitat en línia; la reciprocitat augmenta l'autorevelació; la confiança de la comunitat en línia augmenta l'autorevelació; i les creences de risc de privadesa la disminueixen. Mentrestant, una tendència cap al col·lectivisme augmenta l'autorevelació.
Algunes recerques semblants també han aprofitat la SET per a examinar les preocupacions de privadesa enfront del desig de consciència interpersonal per impulsar l'ús de tecnologies d'autorevelació en el context de la missatgeria instantània. Aquest estudi també era intercultural, però comparava participants nord-americans i xinesos.

## Teoria de l'afecte
Els actors en el bescanvi social solen ser vists com a éssers necessitats d'emocions que tenen informació, la processen cognitivament i prenen decisions sobre el patró i la naturalesa del bescanvi amb els altres. La teoria dels afectes de l'intercanvi social complementa la teoria de l'intercanvi social quan incorpora l'emoció com a part del procés. Formalitzada per Lawler (2001), la teoria de l'afecte observa les condicions estructurals de bescanvi que produeixen emocions i sentiments; després identifica com els individus atribueixen aquestes emocions a distintes unitats socials (socis de bescanvi, grups o xarxes). Aquestes atribucions emocionals mostren com de fortament les persones se senten unides a les seues parelles o grups, la qual cosa impulsa el capteniment orientat col·lectivament i el compromís amb la relació.

### Premisses
La teoria de l'afecte de l'intercanvi social recolza en premisses sorgides de la teoria del bescanvi social i la teoria de l'afecte:
- Hi ha tres o més individus que tenen l'oportunitat d'intercanviar-se entre si. Aquests actors poden prendre decisions sobre si intercanviar, amb qui fer-ho i sota quins termes.
- L'intercanvi social produeix emocions que van de positives a negatives.
- Les emocions es poden interpretar com a recompensa o càstig (és a dir, sentir-se bé té un valor positiu i sentir-se malament en té un de negatiu).
- Els individus intenten evitar emocions negatives i reproduir emocions positives en el bescanvi social.
- Les persones intenten comprendre la font o causa dels sentiments produïts pel bescanvi social. Així, les emocions s'atribueixen a l'objecte que les causa.
- Les persones interpreten i bescanvien els seus sentiments pel que fa a les relacions socials (socis, grups, xarxes). Les emocions positives produïdes pel bescanvi augmentaran la solidaritat en aquestes relacions, mentre que les emocions negatives la disminuiran.

### Proposicions teòriques
La teoria dels afectes de l'intercanvi social mostra com les condicions dels intercanvis promouen les relacions interpersonals i grupals per les emocions i els processos afectius. Els arguments teòrics se centren en:
- Les emocions produïdes per l'intercanvi són respostes internes involuntàries

Les persones experimenten emocions (sentiments generals de plaer o desgrat) segons si el bescanvi és reeixit. Aquestes emocions s'interpreten com una recompensa (o càstig) i aleshores s'esforcen per repetir accions que reprodueixen emocions positives o n'eviten les negatives.
- Els individus intenten comprendre per què en una situació de bescanvi social es produeixen emocions

Les persones usen la tasca de bescanvi per a comprendre la font (socis, grups o xarxes) de les seues emocions. És més probable que les persones atribuïsquen les seues emocions als seus socis o grups quan la tasca només pot completar-se amb un o més socis, quan la tasca requereix contribucions interdependents (no separables) i quan hi ha un sentit compartit de responsabilitat per l'èxit o fallida del bescanvi.
- La manera de bescanvi determina les característiques de la tasca i influeix en l'atribució de l'emoció produïda

La manera d'intercanvi (productiu, negociat, recíproc o generalitzat) dona una descripció de la tasca de bescanvi. Els trets de la tasca es defineixen pel grau d'interdependència (separabilitat de tasques) i la responsabilitat compartida entre socis per completar-la. Aquests trets influeixen en la força de l'emoció sentida. Els intercanvis productius són interdependents i aquest alt grau de no-separació crea les emocions més fortes. Els intercanvis recíprocs són separables, i això redueix les percepcions de la responsabilitat compartida. L'intercanvi produeix poca resposta emocional, però els individus expressen emocions en resposta a la transacció asimètrica. Els intercanvis generalitzats no ocorren directament, però la interdependència continua sent alta i la coordinació entre socis és difícil. A causa que no hi ha una base emocional directa, les emocions produïdes són baixes. Els intercanvis negociats poden produir emocions conflictives per la naturalesa mixta de les negociacions; fins i tot quan les transaccions són reeixides, les persones poden sentir que tenen la capacitat de fer-ho millor, i creen ambivalència emocional. En general, els intercanvis productius produeixen les més fortes atribucions d'emocions, l'intercanvi generalitzat (indirecte) és el més feble, amb intercanvis negociats i recíprocs.
- L'atribució d'emocions que resulten de diferents maneres d'intercanvi impacta la solidaritat sentida amb els socis o grups

Els distints tipus de bescanvi (productiu, recíproc i generalitzat) també impacten en la solidaritat o identificació que un individu sentirà pels seus companys o grup d'intercanvi. Els tipus d'intercanvi ajuden a l'objectiu de les emocions sentides i influeixen en la inclinació d'un individu. La inclinació afectiva ocorre quan una unitat social (parella o grup) és l'objectiu dels sentiments positius del bescanvi; la desafecció emotiva (alienació) ocorre quan una unitat social és el centre de sentiments negatius pel fracàs en l'intercanvi. La inclinació afectiva augmenta la solidaritat. Semblant a l'atribució d'emoció, el bescanvi productiu produeix els afectes més forts, l'intercanvi generalitzat és el més feble, i l'intercanvi negociat i recíproc es troben en la mitjana.
Una condició perquè les atribucions socials (socis o grups) puguen acréixer la solidaritat és reduir les atribucions de crèdit pròpies o la culpa de l'èxit o el fracàs del bescanvi. En el cas en què els individus tenen atribucions grupals d'emocions positives derivades de l'èxit, això elimina qualsevol biaix egoista i millora l'orgull en si mateix i la gratitud cap a la parella. Les atribucions grupals d'emocions negatives provinents del fracàs, però, no eliminen els biaixos egoistes, i això deriva en més enuig cap al company o grup que en vergonya d'un mateix.
Lawler proposa que la persistència (estabilitat) i la capacitat de controlar els actes del soci de bescanvi (capacitat de control) proporcionen les condicions per a la inclinació afectiva en atribuir el crèdit o la culpa de l'èxit o fracàs de l'intercanvi. Seguint Weiner (1985), la teoria de l'intercanvi social extrapola que les combinacions d'estabilitat i incontrolabilitat generen emocions diferents. En el bescanvi social, les connexions poden ser fonts d'estabilitat i control. Per exemple, si un company d'intercanvi és percebut com una font estable de sentiments positius, i el company té control en els actes que provoquen aquests sentiments, això enfortirà la inclinació afectiva. Per tant, la teoria de l'intercanvi social proposa que les fonts estables i controlables de sentiments positius (simpatia, orgull, gratitud) provocaran inclinacions afectives, mentre que les fonts estables i incontrolables de sentiments negatius (desgrat, vergonya, ira) provocaran allunyament afectiu.
- A través d'aquests processos emocionals, les xarxes poden desenvolupar propietats grupals

Els bescanvis reiterats permeten que una xarxa evolucione grupalment. La teoria sobre l'afecte remarca l'aportació de les emocions en la producció de propietats grupals. Les interaccions d'èxit creen sentiments positius en les persones implicades, i això les motiva a interactuar amb els mateixos socis en el futur. Conforme els intercanvis es reiteren, les relacions sòlides es fan visibles per a altres parts, en destaquen la funció com a grup i ajuden a crear una identitat de grup que continua unint els socis en una xarxa. La teoria de l'afecte prediu que les xarxes de bescanvi negociat i recíproc tendiran a promoure llaços relacionals més forts dins dels socis; l'intercanvi productiu o generalitzat promourà una xarxa més forta o llaços grupals.